# 阿梅娜·芘妮
阿梅娜·芘妮（1986年12月3日—），又名阿梅娜·萍吉（英語：Ameena Pinji），昵称Mo，同星出身的泰国女演员，曾是泰国第3电视台旗下女艺人，现为泰国第7电视台旗下女艺人。

## 影视作品

### 电影
- 《Club Zaa》（2003年）
- 《飞天僧侣》（2011年）

### 电视剧
- 2002年，《Wai-Rai-Freshy》 饰演 Kitty
- 2008年，《女神小姐》 饰演 Sumitta
- 2008年，《Sapai（英语：สะใภ้ (นวนิยาย)）》 饰演 Pim
- 2011年，《河域魔爱》 饰演 Tongsa
- 2011年，《邂逅爱情天堂岛》 饰演 Namtan
- 2013年，《天命之虎2：骄傲之虎》 饰演 Ngamta
- 2013年，《迷屋》 饰演 Opchoei
- 2014年，《玩火玫瑰》
- 2015年，《火焰鸡蛋花》 饰演 Sita
- 2017年，《伊森牛仔》 客串 Kumsroi
- 2018年，《花恋心机》
- 2019年，《新地狱天使》 客串 Kanlaya（Koi）
- 2019年，《四女奇缘》 饰演Meaw
- 2020年，《影子功德》 饰演 Orn
- 2020年，《名誉债》 饰演 Yupawan
- 2021年，《灵蛇爱2021》 饰演 Nina。